# Agoraea
Agoraea is een geslacht van vlinders van de familie spinneruilen (Erebidae), uit de onderfamilie Arctiinae.

## Soorten
- A. atrivena Dognin, 1911
- A. boettgeri Rothschild, 1909
- A. citrinotincta Rothschild, 1909
- A. emendatus Edwards, 1884
- A. inconspicua Schaus, 1910
- A. internervosa Dognin, 1912
- A. klagesi Rothschild, 1909
- A. longicornis Herrich-Schäffer, 1855
- A. minuta Schaus, 1892
- A. mossi Rothschild, 1922
- A. nigrostriata Rothschild, 1909
- A. nigrotuberculata Bryk, 1953
- A. ockendeni Rothschild, 1909
- A. phaeophlebia Hampson, 1916
- A. ruficauda Rothschild, 1910
- A. rulla Schaus, 1920
- A. santaria Schaus, 1920
- A. schausi Rothschild, 1909
- A. semivitrea Rothschild, 1909
- A. strigata Reich, 1936
- A. uniformis Hampson, 1898